# 周道务
周道务（620年代—680年代），汝南郡安成县（今河南省汝南县）人，唐朝官员、驸马。

## 生平
隋大将军周法尚之孙，唐朝左屯卫大将军周孝范之子，属于汝南安成周氏家族。周道务自孺褓时就以功臣之子的身份养在宫中。贞观七年（633年）八月二十日，周孝范死后，周道务回家守孝，葬礼结束后又回到宫中，十四岁才离开皇宫，尚唐太宗第十一女临川公主李孟姜。承袭父亲封谯郡公。
贞观二十二年（548年），拜商州刺史。高宗显庆时（658－661年）为桂州都督，紫蒙军大使。转营州都督，检校右骁卫将军。调露元年（679年）十月初五，突厥阿史那泥熟匐和阿史德温傅反唐，单于管内二十四州并叛应之，众数十万。单于都护萧嗣业率兵讨之，反为所败。十一月，诏礼部尚书、检校右卫大将军裴行俭为定襄道行军大总管，率太仆少卿李思文、营州都督周道务等部兵十八万，并西军程务挺、东军李文暕等总三十余万，连亘数千里，讨伐阿史德温傅。
奚、契丹等部侵掠营州，周道务派遣营州户曹唐休璟领兵将他们打败。周道务以永淳（682－683年）年间薨于洛阳，死后谥号襄，垂拱元年（685年）岁次乙酉三月景子朔廿二日，与临川公主合葬昭陵。

## 家族
- 祖：周法尚，隋武卫大将军，谯郡僖公。
- 父：周孝范，又名周绍范，左屯卫大将军，谯郡敬公。
- 妻：临川公主李孟姜，唐太宗第11女。
- 长子：陇州司功参军周伯瑜。
- 次子：周励言，唐高宗少府少监，汝南太守。
- 第四子：周季童，以父荫为左千牛，官吉州司马。圣历二年七月十二日，被杜审言之子、杜甫的叔父杜并所刺杀。
- 女儿：嫁给濮王李泰长子嗣濮王李欣为妃。
- 女儿：嫁给纪王李慎次子沂州刺史、义阳王李琮为妃。

## 传记资料
- 《唐会要》
- 《新唐書》列传第八·公主传
- 《资治通鉴》
- 《周道务》